# Yasjön (Lidhults socken, Småland)
Yasjön är en sjö på gränsen mellan Hylte kommun och Ljungby kommun i Småland och ingår i Lagans huvudavrinningsområde. Sjön är 7,6 meter djup, har en yta på 3,36 kvadratkilometer och befinner sig 155 meter över havet. Sjön avvattnas av vattendraget Björkönaå (Risabäcken). Vid provfiske har bland annat abborre, braxen, gers och gädda fångats i sjön.

## Delavrinningsområde
Yasjön ingår i det delavrinningsområde (630689-135671) som SMHI kallar för Utloppet av Yasjön. Medelhöjden är 164 meter över havet och ytan är 17,16 kvadratkilometer. Räknas de 2 avrinningsområdena uppströms in blir den ackumulerade arean 34,23 kvadratkilometer. Björkönaå (Risabäcken) som avvattnar avrinningsområdet har biflödesordning 4, vilket innebär att vattnet flödar genom totalt 4 vattendrag innan det når havet efter 139 kilometer. Avrinningsområdet består mestadels av skog (67 %). Avrinningsområdet har 3,61 kvadratkilometer vattenytor vilket ger det en sjöprocent på 21 %.

## Fisk
Vid provfiske har följande fisk fångats i sjön:
- Abborre
- Braxen
- Gärs
- Gädda
- Mört
- Sutare